# アーサー・スタンホープ・バロウズ
アーサー・スタンホープ・バロウズ（Arthur Stanhope Barrows, 1884年8月22日 - 1963年9月20日）は、アメリカ合衆国の実業家。1942年から1946年までシアーズ社長、1947年から1950年まで初代空軍次官。

## 生涯
1884年8月22日にマサチューセッツ州ローレンスで誕生。父親はジョン・ヘンリー・バロウズ (John Henry Barrows)、母親はサラ・エレノア・モウル (Sarah Eleanor Mole) であった。ロバート・エルキントン・ウッドの指導を受け、1942年から1946年までシアーズ社長。1947年9月25日にハリー・トルーマン大統領から初代空軍次官に任命され、翌9月26日に着任。1950年4月21日まで在任した。1963年9月20日に79歳で死去。